# Trbopilke
Trbopilke (Beryciformes), red dubokomorskih riba iz razerda zrakoperki (Actinopterygii). Karakteristično im je da izbjegavaju svjetlost, zbog čega se u pličim morima mogu naći jedino noću. Red se sastoji se od osam porodica:

## Por
1. Barbourisiidae Parr, 1945, baršunaste kitoribe
2. Berycidae Lowe, 1839, alfonsinke
3. Cetomimidae Goode & Bean, 1895, mlohave kitoribe
4. Gibberichthyidae Parr, 1933, grbavke
5. Hispidoberycidae Kotlyar, 1981, trnoljuske
6. Melamphaidae Gill, 1893, grebenoglavke
7. Rondeletiidae Goode & Bean, 1895, crvenouste kitoribe
8. Stephanoberycidae Gill, 1884, krunoglavke

## Vanjske poveznice
|  | Zajednički poslužitelj ima još gradiva o temi Beryciformes |
|  | Wikivrste imaju podatke o taksonu Beryciformes             |